# Operação Descarte
Operação Descarte é uma operação da Polícia Federal brasileira realizada em 1 de março de 2018. A operação visa desarticular um esquema de lavagem de dinheiro, teve origem na fiscalização de duas empresas que teriam feito transações com os doleiros Alberto Youssef e Leonardo Meirelles, investigados na Operação Lava Jato. A operação da PF foi em conjunto com a Receita Federal.
Policiais federais deram cumprimento a 15 mandados de busca e apreensão, em residências e empresas, nas cidades de São Paulo, Santos, Paulínia, Belo Horizonte e Lamin.
De acordo com a PF, os dois delatores (Youssef e Leonardo Meirelles) confirmaram que fizeram transações com as empresas envolvidas. Participavam da rede 14 companhias que funcionavam como fachada para simular a venda de insumos que nunca foram entregues aos compradores. Os pagamentos eram feitos por meio de transferências bancárias ou boletos para dar aparência de legalidade ao negócio. Segundo o chefe da delegacia de Repressão à Corrupção e Crimes Financeiros, Victor Hugo Rodrigues Alves Ferreira, a organização criminosa se estruturou em seis células empresariais, cada uma ligada a um grupo econômico e compostas de várias organizações de fachada, registradas em nome de sócios-laranja.
O prejuízo aos cofres públicos pelo não recolhimento dos tributos devidos pode chegar a centenas de milhões de reais, segundo análises da Receita Federal. Auditores-Fiscais da Receita Federal fiscalizaram empresas do grupo e seus clientes, tendo constituído mais de 200 milhões de reais em créditos tributários. A organização como um todo emitiu mais de 900 milhões de reais em notas fiscais com indícios de fraude.
Na quarta fase da Operação Descartes, também denominda de "E o Vento Levou", deflagrada em 19/04/2019. Nesta operação, a Polícia Federal, Receita Federal e MPF investigaram supostos desvios de dinheiro envolvendo empresas de energia elétrica, entre elas a Renova Energia, na época subsidiária da Cemig, e a empresa Casa dos Ventos. Segundo o inquérito policial, baseado em delações premiada do ex-diretores da Renova e Casa dos Ventos, 40 milhões de reais da Renova teriam sido desviados por meio de um contrato super-faturado do "projeto Zeus/Tombador" junto à Casa dos Ventos.